# Cinemiracle

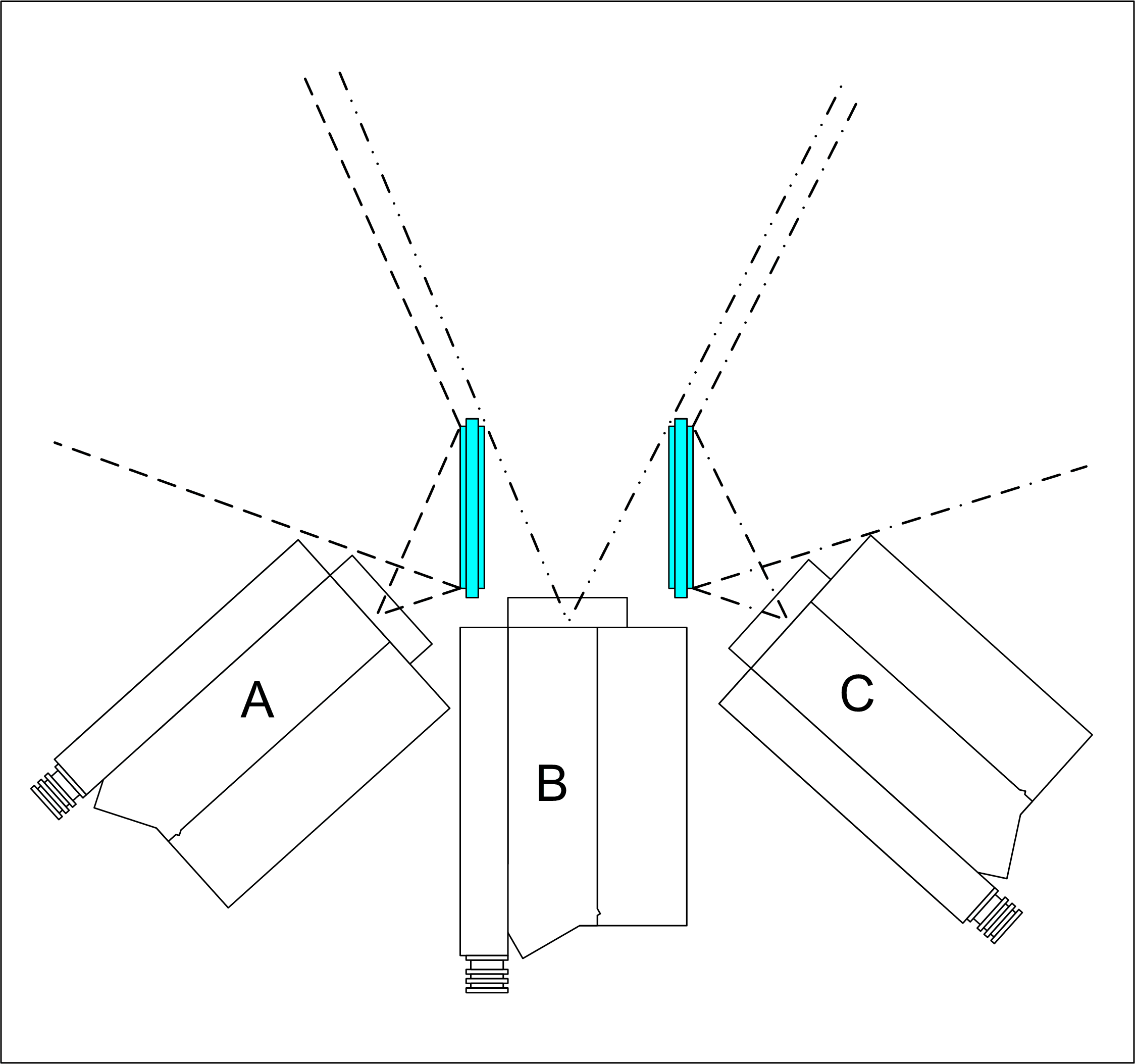
El sistema Cinemiracle usando dos espejos.

Cinemiracle era un formato de cine widescreen que competía con Cinerama, desarrollado en los años 50s. Con el tiempo fue un fracaso, con tan solo una película producida y publicada en ese formato. Como Cinerama, usaba 3 cámaras para capturar una imagen de 2.59:1, Cinemiracle usaba dos espejos para darle a las cámaras tanto izquierda como derecha el mismo centro óptico como el de la primera cámara. Esto hizo las uniones de las imágenes proyectadas menos obvias que con Cinerama.

## Desarrollo
Teatros nacionales adquirieron los derechos de las patentes para empezar el desarrollo de un sistema de tres cámaras usando el mismo sistema. La cámara resultante era voluminosa con 600 libras (272 kg) pero tenía varias características interesantes:
- Las cámaras derecha e izquierda filmaban a través de espejos grabando una imagen revertida -- esto fue corregido proyectando la imagen revertida a través de un espejo en el teatro.
- Un visor integrado con un campo de 146 grados de visión, permitiendo composiciones exactas.
- Los tres lentes Eastman Kodak de 27 milímetros eran electrónicamente controlados y cambiaban sus centros ópticos dependiendo del foco.
- Los espejos tenían bordes biselados, que emplumaban los bordes de las imágenes, eliminando la necesidad de la carda vibradora conocida como  "gigolos" usados en Cinerama.
- Los intermitentes de la cámara también se empleaban para la perforación del filme Dubray-Howell 'long-pitch', a diferencia de Cinerama (B-H 'short-pitch' perforación negativa) o Kinopánorama (K-S 'short-pitch' post-perforación).

La película fue filmada y proyectada a 26 cuadros por segundo de seis perforaciones de película de 35 milímetros y la reproducción de sonido era de un sistema magnético de siete, con cinco canales frontales y dos canales de sonido envolvente que podían dirigirse de izquierda a derecha o a la pared trasera del teatro. 
El sistema usaba un a pantalla curva de 120 grados, eso es de alguna forma menos que Cineramas de 146 grados de curva, y era porque probablemente Cinerama sostenía patentes clave en el diseño de pantallas profundamente curvas. De cualquier forma, la curva más pequeña tenía la ventaja de ser más barata y fácil de hacer e instalar. 
Una película necesitaba mostrar el formato, y ésta vino en la forma de la película documental de viaje Windjammer, sobre el viaje real de un gran velero vela, el Christian Radich. Windjammer fue producida por Louis De Rochemont y dirigida por su hijo Louis De Rochemont III. Ellos previamente habían estado involucrados con Cinerama Holiday, una película documental de viaje con el similar formato multi-proyector del Cinerama.

## Premier
La premier mundial de los dos Windjammer y el sistema Cinemiracle tuvo lugar en Grauman's Chinese Theatre en Hollywood el 8 de abril de 1958. La película se presentó durante 36 semanas. Windjammer fue transferido más tarde al formato de Cinerama e incluso al Cinemascope. 
Jack Warner de Warner Brothers expresó un interés en el sistema y accedió a producir una película titulada The Miracle en el formato de Cinemiracle. De cualquier modo, después fue producida en Technirama. Las patentes de Cinemiracle fueron comprados por Cinerama y efectivamente llevaron al formato a su fin.